# Журнал для всех
Журнал для всех — щомісячний ілюстрований науково-популярний і літературний журнал; видавався в Санкт-Петербурзі з 1895 по 1906 рік.

Видавці: Д. А. Геник, П. В. Голяховський, з кінця 1898 — В. С. Миролюбов.

З переходом до Миролюбова, журнал залучив до роботи кращі нові літературні сили — Антона Чехова, Максима Горького, Олександра Купріна, Валерія Брюсова, Леоніда Андрєєва, Вікентія Вересаєва, Євгенія Чирикова, Костянтина Бальмонта, Олександра Хаханова і багатьох інших.
На початку XX століття журнал схилявся в бік символізму і містицизму.